# ヨハン・デーベライナー
ヨハン・ヴォルフガング・デーベライナー（Johann Wolfgang Döbereiner, 1780年12月13日 - 1849年3月24日）は、ドイツの化学者。

## 生涯
ホーフで御者の息子に生まれた。教育を受ける機会はなかったが、薬剤師のもとに徒弟に出され、そこで本を読み、科学の授業に参加した。1810年にはイェーナ大学の教授になった。
デーベライナーが知られるのは1829年に元素の中に等間隔の原子量で並ぶ性質の良く似た「三つ組元素」(triad) があることを発見し、それが周期律の発見される最初のステップとなった。1832年にギ酸の副産物として、フルフラールを分離した。デーベライナー・ランプと呼ばれる、白金のかけらに水素を吹き付けて、白金の触媒作用で点火させる装置を発明した。
1849年、ドイツ、イェーナで死去。